# 凡蒂諾
19°7′12″N 70°18′0″W / 19.12000°N 70.30000°W
凡蒂諾（西班牙語：Fantino），是多明尼加共和國的城鎮，位於該國中部，由桑切斯·拉米斯省負責管轄，面積95.97平方公里，2002年人口22,487，人口密度每平方公里230人。